# Aclopinae
Aclopinae là một phân họ bọ cánh cứng trong họ Scarabaeidae.

## Các chi
- Aclopus Erichson, 1835 - 6 loài, Brasil và Argentina
- Neophaenognatha Allsopp, 1983 - 4 loài, Argentina
- Phaenognatha Hope - 8 loài, bắc Úc
- Xenaclopus Arrow, 1915 - một loài ở Borneo